# Dapiprazol
A dapiprazol szemvizsgálat utáni pupillaszűkítő. Gátolja a szivárványhártya simaizmainak adrenerg α1-receptorait, ezáltal a simaizmok összehúzódását, ami elősegíti a pupilla összeszűkülését, visszafordítva a vizsgálatkor használt pupillatágító (pl. fenilefrin) hatását.
A szem színe befolyásolja a szűkítés sebességét (a barna szeműeknél lassabban hat), de a kezelés utáni pupillaméretet nem. A szemnyomásra nincs hatással.
Nem ajánlatos egy hétnél tovább alkalmazni. Mellékhatásként átmenetileg bizonytalan látás léphet fel, különösen éjszaka, mert gátolja a szem alkalmazkodását a fényviszonyokhoz. A szer abbahagyásával a hatás egy idő után elmúlik.

## Készítmények
Magyarországon nincs forgalomban dapiprazol-tartalmú készítmény.
A nemzetközi gyógyszerkereskedelemben dapiprazol-hidroklorid formában forgalmazott készítmények:
- Benglau
- Glamidolo
- Remydrial
- Rev-Eyes